# Aposthonia japonica
Aposthonia japonica is een insectensoort uit de familie Oligotomidae, die tot de orde webspinners (Embioptera) behoort. De soort komt voor in Japan.
Aposthonia japonica is voor het eerst wetenschappelijk beschreven door Okajima in 1926.